# Jüdischer Friedhof (Eimbeckhausen)

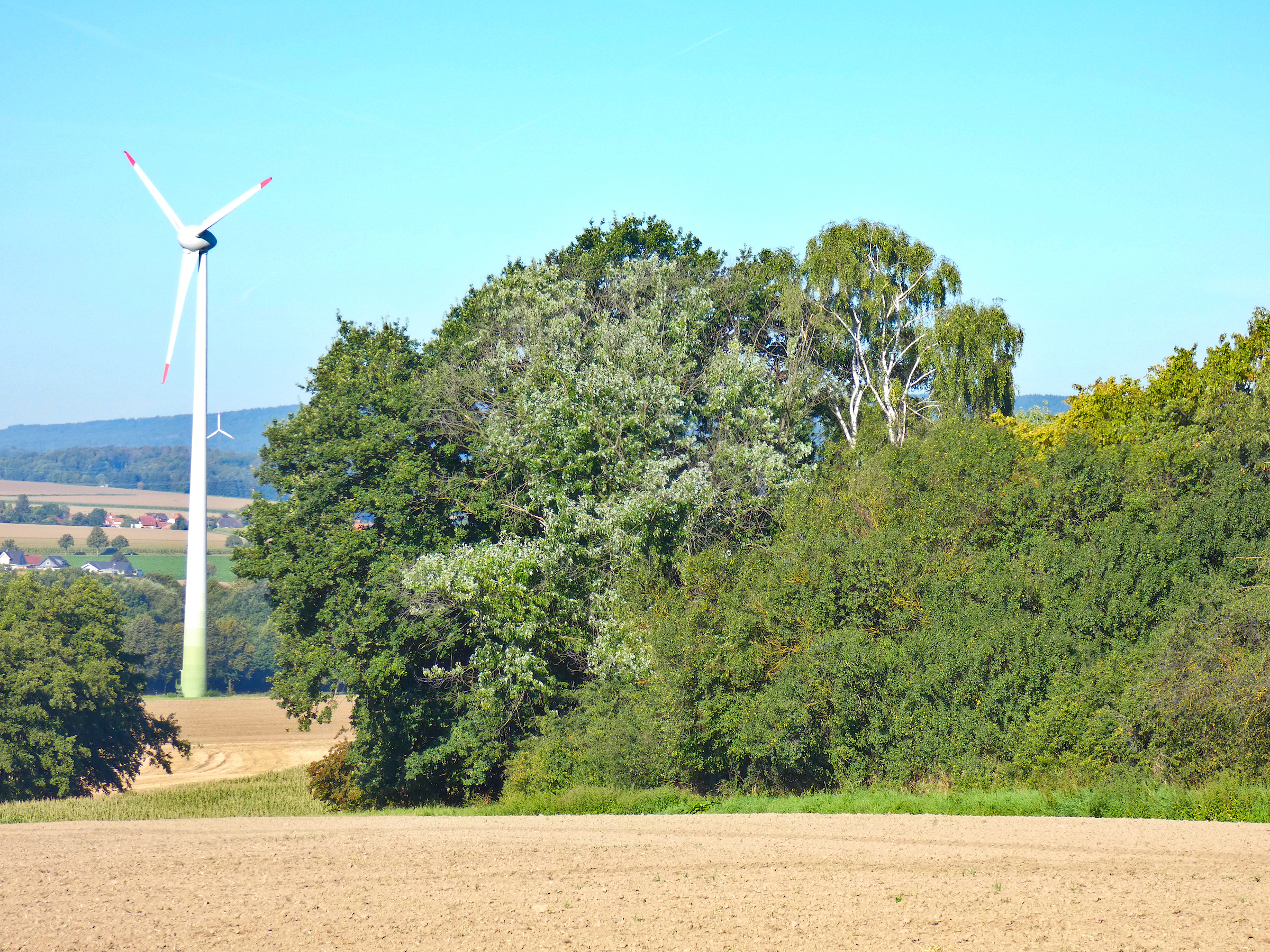
Die Baumgruppe in Bildmitte steht auf dem Jüdischen Friedhof Eimbeckhausen

Auf dem jüdischen Friedhof im „Judenbrink“ in der nordöstlichen Feldmark von Eimbeckhausen, einem Ortsteil der Stadt Bad Münder am Deister im niedersächsischen Landkreis Hameln-Pyrmont, befinden sich keine Grabsteine mehr.

## Geschichte
Die letzte Beerdigung fand im Jahr 1865 auf einem Friedhofsgrundstück statt, das die Kommune den Juden aus Eimbeckhausen unentgeltlich zur Verfügung gestellt hatte. Seit 1865 bestatteten sie ihre Toten auf dem jüdischen Friedhof in Lauenau.